# Miss Charlotte
Miss Charlotte era un aereo alleato americano che il 10 settembre 1944 si schiantò contro il Gran Mioul, nella Valle Argentera, mentre era impegnato in una missione militare finalizzata a paracadutare aiuti destinati ai partigiani cuneesi stanziati nella Valle Pesio. Tutti i nove membri dell'equipaggio persero la vita nel tragico incidente.

## Il velivolo e la missione
Miss Charlotte era un Boeing militare B-17 F (numero di serie 42-30500) facente parte dell’885º Squadrone Speciale della United States Army Air Force (U.S.A.A.F.), con base a Maison Blanche (Algeri). Era stato costruito a Seattle, nello Stato di Washington, dalla Boeing Company e consegnato all’U.S.A.A.F. il 10 giugno 1943.
L’885º Squadrone Speciale nacque il 12 maggio 1944. Comandato dal colonnello Monroe Mac Closkey, era composto da B-17 e B-24, interamente verniciati di nero, con i numeri di serie dipinti di rosso sulla deriva. Era specializzato in missioni segrete finalizzate a portare aiuti ai combattenti della resistenza francese, italiana e dell’Europa orientale. A tal fine i velivoli, in origine aerei da bombardamento, erano stati appositamente modificati e riadattati per paracadutare armi, munizioni, medicine, viveri e persino agenti segreti. A differenza degli altri bombardieri, gli apparecchi dell’885º squadrone volavano di notte, da soli e a bassa quota per evitare di essere intercettati dai radar nemici.
A soprannominare l’aereo “Miss Charlotte” fu il tenente Paul V. Callis, primo comandante dell’equipaggio del B-17, che aveva preso l’apparecchio all’aeroporto militare di Salina, in Kansas, nel luglio del 1943. L’uomo, a quel tempo, era fidanzato con una ragazza di nome Joanne e la sua futura suocera si chiamava Charlotte, la quale era molto orgogliosa di lui. Per questo motivo il capitano Callis decise di attribuire al velivolo il nome della donna, Charlotte appunto.
L’aereo, ancora senza nome (nose art name), fu dapprima assegnato al 2º Gruppo Bombardieri, poi, nell'autunno del 1943, al 122º Squadrone di collegamento, da cui derivò l’885º Squadrone Speciale. Arrivò sotto l’effige di quest'ultimo nella primavera del 1944.
L’apparecchio avrebbe dovuto raggiungere la Valle Pesio, situata fra le Alpi Cuneesi, nel Piemonte sud-occidentale. Trasportava provviste, medicine, armi, munizioni e volantini propagandistici da paracadutare ai partigiani cuneesi operanti in quella zona.

## L'equipaggio
L'equipaggio di Miss Charlotte era formato da nove componenti:
- Sottotenente John R. Meyers (pilota)
- Sottotenente Darl J. Heffelbower (copilota)
- Sottotenente Ian S. Raeburn (navigatore)
- Sottotenente Raymond L. Wilson (bombardiere)
- Sergente Ernest G. Kolln (operatore radio)
- Sergente Donald C. Pullis (meccanico)
- Caporale Robert B. Lloyd (addetto alle mitragliere)
- Caporale Louis H. Simpson (addetto alle mitragliere)
- Caporale Walter H. Bildstein (addetto alle mitragliere)[5].

I nove aviatori erano militari ben addestrati e preparati alle missioni di guerra. Erano giunti in Algeria per dare il cambio a un altro equipaggio, comandato dal capitano Callis. Per tutti e nove, quella su Miss Charlotte, alla volta delle Alpi cuneesi, sarebbe dovuta essere la prima missione aerea segreta. Raggiunta la venticinquesima, si sarebbero meritati il congedo e sarebbero potuti ritornare in patria.

## Il volo e lo schianto
Domenica 10 settembre 1944, alle ore 19:00, Miss Charlotte decollò da Maison Blanche  (Algeri), dove era situata la base dell'885º Squadrone Speciale dell'U.S.A.A.F.. Era diretto verso la Valle Pesio. Trasportava i nove membri dell'equipaggio e quattordici container di forma cilindrica, contenenti armi, munizioni, vettovaglie e volantini propagandistici destinati alle formazioni partigiane stanziate nelle valli delle Alpi cuneesi.
Dopo aver sorvolato il Mar Mediterraneo, l'aereo costeggiò un tratto di litorale francese meridionale e qui sbagliò rotta. Infatti, al posto di virare a nord in corrispondenza di Capo Mele (a est di Imperia), anticipò la virata svoltando a nord - nord ovest all'altezza di Mentone, immettendosi nella valle sbagliata.
Nonostante fossero i primi giorni di settembre, le condizioni meteorologiche sull'arco alpino francese e italiano erano avverse. Miss Charlotte si trovò nel mezzo di una tormenta di neve, sferzato da violente raffiche di vento che lo condussero fuori rotta. L'equipaggio, tuttavia, non si era ancora reso conto di aver sbagliato direzione; per di più, a causa del maltempo e del buio circostante, per i nove aviatori risultava difficile verificare la posizione del loro velivolo. Malgrado la pessima visibilità, il pilota fece abbassare di quota l'apparecchio, allo scopo di individuare qualche punto di riferimento e, quindi, di orientarsi.
Nel frattempo il B-17 superava il Passo di Frappier, schivava fortunosamente il Gran Queyron e la Cima Frappier, imboccava la Valle Argentera e giungeva sopra il Colle del Sestriere. A questo punto l'equipaggio comprese di essere fuori rotta, anche perché le cime che si scorgevano dall'aereo erano troppo alte per essere quelle della Valle Pesio.
Dopo aver sorvolato ripetutamente il paese di Sestriere, probabilmente i nove uomini decisero di rientrare alla base di Algeri e di portare a termine la missione in un altro momento. Il pilota invertì la rotta in direzione sud - sud ovest, conducendo il velivolo verso la Valle Argentera e il Passo di Frappier, attraversati poco prima all'andata. Ma il buio e la nebbia gli fecero perdere nuovamente l'orientamento e sbagliare direzione. Dopo aver evitato la dorsale orientale della Punta Ramiere, Miss Charlotte iniziò a salire di quota ma, nel tentativo di infilarsi nel passo Frappier, andò a schiantarsi contro il Gran Mioul. Tutti i nove aviatori a bordo del B-17 persero la vita nell'esplosione. 
Vittorio Bianco, "capitano della milizia di stanza a Sestriere", fu il primo a rendersi conto della tragedia. In un dispaccio indirizzato "al capo manipolo della milizia confinaria", riferì di aver sentito un aereo prima volare sopra Sestriere, poi dirigersi verso sud e infine esplodere fra le montagne. 
L'anno successivo, il 2 agosto 1945, Bianco condusse alcuni ufficiali americani sul luogo dello schianto di Miss Charlotte. Qui furono ritrovati e raccolti i pochi resti che rimanevano degli uomini dell'equipaggio, identificati attraverso brandelli di abiti, due carte d'identità e cinque piastrine identificative. I resti furono inumati a Sauze di Cesana; successivamente furono trasferiti nel Cimitero monumentale americano di Firenze e poi riportati negli Stati Uniti.

## L'identificazione del luogo dello schianto e il ritrovamento dei resti
Il ritrovamento dei resti di ciò che rimaneva del B-17 e l’identificazione del luogo del suo schianto avvennero nell'estate del 1992 a opera di Philippe Castellano, Christian Vigne e di altri membri dell’associazione francese AERO-Re.L.I.C. (Recherche, Localisation et Identification de Crashes).
Nel 1987, Vigne apprese della scomparsa di Miss Charlotte da un tale Robert Cohen di Nizza, senza però ottenere informazioni utili alla localizzazione del luogo dello schianto del velivolo. Proprio in quel periodo Vigne si stava occupando delle ricerche di un aereo alleato precipitato a Limone Piemonte. Si trovò così a parlare con Giacomo Tosello del servizio della frontiera italiana, venendo casualmente a conoscenza di una lettera proveniente dagli Stati Uniti, scritta da un certo John Mattison. Nella missiva Mattison citava un apparecchio soprannominato “Miss Charlotte”, probabilmente precipitato sull’arco alpino durante la Seconda Guerra Mondiale. Questa lettera fu consegnata a Vigne, il quale decise di contattare Mattison. Il veterano cominciò a inviare a Vigne tutto il materiale in proprio possesso sullo sfortunato velivolo, comprese due foto. In una delle lettere indirizzate a Vigne, Mattison riferì di aver scoperto, grazie ad alcuni documenti dei Carabinieri, che durante la notte del 10 settembre 1944 un aereo era precipitato sul Gran Mioul, nei pressi di Sestriere. Mattison chiedeva perciò di andare ad appurare se si trattasse di Miss Charlotte. 
La spedizione fu organizzata cinque anni dopo. L’11 luglio 1992, Vigne e i suoi compagni dell’AERO-Re.L.I.C. raggiunsero il versante ovest del Gran Mioul e montarono l'accampamento per la notte. Nonostante il brutto tempo, il buio e la nebbia, Vigne decise di andare a perlustrare la zona. Dopo aver risalito la cresta per un lungo tratto ed essersi imbattuto in un lupo (che si dileguò subito, spaventato), scorse in mezzo alla neve pezzi di alluminio e placche blindate di protezione dei motori di un aereo. Capì che si trattava dei resti di un velivolo alleato, ma non era sicuro che fossero proprio quelli di Miss Charlotte. Erano necessarie prove più certe, per esempio il numero di serie di un motore o la piastrina identificativa di uno degli aviatori. Infatti, essendo in possesso del rapporto di perdita dell’apparecchio, sarebbe bastato un solo numero seriale per identificarlo.
Durante la ricognizione del luogo furono trovate parti di motore e di armi, frammenti dei container che trasportavano gli aiuti destinati ai partigiani, brandelli di abiti, lembi di paracadute e persino resti umani. Il giorno successivo fu individuato, nei pressi di un grande masso, un “mae west”, ossia il giubbotto di salvataggio che gli aviatori devono indossare quando sorvolano tratti di mare. Esaminandolo, gli uomini della AERO-Re.L.I.C. notarono sul rivestimento del collo delle iniziali e parti di un numero di matricola, grazie alle quali riuscirono a identificare il giubbotto di salvataggio: era il “mae west” di John R. Meyers, il pilota di Miss Charlotte. Quella era la prova definitiva: il luogo dello schianto del B-17 era stato identificato.
Vigne e i suoi uomini seppellirono i resti dei piloti erigendo un tumulo di pietre, sul quale fu deposta una rosa di plastica che Mattison aveva inviato dagli Stati Uniti in memoria dei compagni deceduti in guerra. Successivamente, sul muro della bergeria che è situata alla base del Gran Mioul fu posta una piccola targa in francese e in inglese, che riporta il numero di serie del velivolo, il suo squadrone di appartenenza e la data dello schianto.

## Le commemorazioni
A partire dal 2014 sono state organizzate diverse cerimonie di commemorazione in ricordo dei nove giovani aviatori morti nello schianto del B-17: 
- settembre 2014 - Sauze di Cesana: a settant'anni dall'incidente di Miss Charlotte, don Paolo Molteni, parroco di Sauze di Cesana, ha celebrato una messa in memoria dei nove caduti. Era presente, con un drappello in armi, la Brigata Alpina Taurinense, che ha reso gli onori militari agli aviatori deceduti in Valle Argentera. Alla cerimonia ha partecipato anche il prof. Gianni Oliva con un intervento sulle formazioni partigiane e nazifasciste di stanza nell'Alta Val di Susa[1];
- settembre 2015 - Sauze di Cesana: sul luogo preciso dello schianto di Miss Charlotte, Maurizio Beria (sindaco del Comune di Sauze di Cesana[11]), Alessandro Battaglino, Giorgio Perno, Davide Esposito e la guida alpina Filippo Armand hanno eretto un monumento commemorativo in cemento e pietre, su cui è stata apposta una targa recante i nomi dei nove uomini dell'equipaggio del B-17[1];
- 18 settembre 2016 - Sauze di Cesana: in occasione del 72º anniversario della tragedia di Miss Charlotte, è stata presentata una scultura realizzata in ricordo degli aviatori morti in missione[6]. L'opera è stata ideata e creata da alcuni studenti dell'International School of Turin[12], sotto la supervisione del professor Raffaele Mondazzi[13], docente e scultore dell'Accademia Albertina di Belle Arti di Torino[1]. Di forma cilindrica (come quella dei container che trasportavano gli aiuti da paracadutare ai partigiani), è stata fusa in alluminio, lo stesso metallo con cui era stato costruito il B-17[1]. Essa presenta nove sagome vuote che simboleggiano le nove vite spezzate dei militari statunitensi[1]. Nel mese di dicembre, con una breve cerimonia, la scultura è stata posata sul monumento commemorativo innalzato l'anno precedente sul luogo dello schianto dell'aereo[1].
- 16 settembre 2017 - Sauze di Cesana: cerimonia commemorativa del 73º anniversario dello schianto di Miss Charlotte[14].